# 이희성 (1966년)
이희성(李熙成, 1966년 5월 2일 ~ )은 전 KBO 리그 태평양 돌핀스, 현대 유니콘스, 삼성 라이온즈의 외야수였다.

## 출신 학교
- 전주고등학교
- 원광대학교